# MP-412 REX
MP-412 REXは、ロシアのイジェフスク機械工場が製造した回転式拳銃。REXは、輸出用回転式拳銃（Revolver for EXport）に由来するが、量産されなかった。

## 機構
ダブルアクション式の拳銃で、中折れ式の構造、自動排莢装置を備える。グリップやトリガーガードが配される下部は、鋼鉄製の機構にポリマー製の外装を組み合わせた構造となっている。